# Lengyel László (újságíró)
Lengyel László, 1904-ig Lőwy (Temesvár, 1883. – Budapest, Terézváros, 1935. október 5.) magyar újságíró, író.

## Életpályája
Jogi tanulmányait a budapesti egyetemen végezte el. Temesváron a Dél Magyarországi Közlöny szerkesztője volt. 1910-ben Magyar Dél címmel folyóiratot indított. Budapesten a Pester Lloyd munkatársa, majd az országgyűlési rovat vezetője volt.

## Családja
Lőwy Mór (1854–1908) főrabbi és Perls Hermina fia volt. Lengyel Ernő (1885–1941) újságíró bátyja. Felesége Kunstädter Paulina volt.
Sírja a Kozma utcai izraelita temetőben található (15-2-47.).

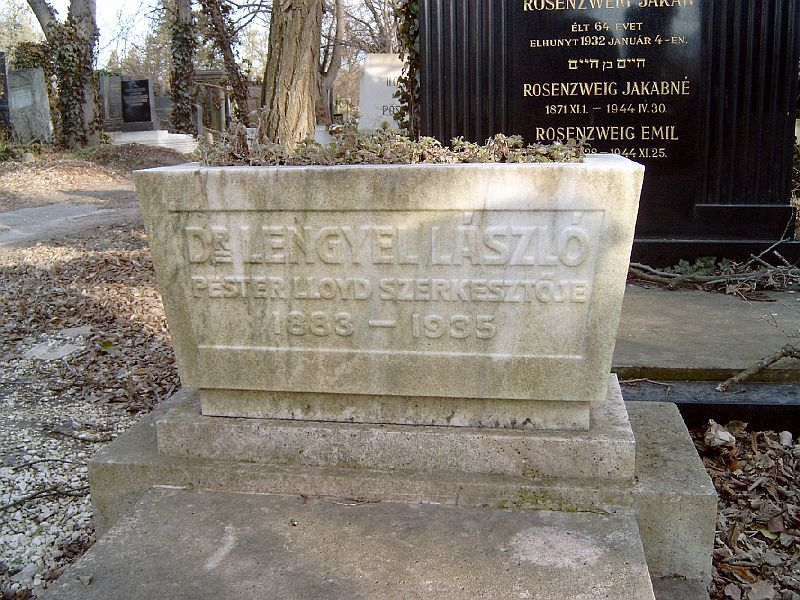
Lengyel László újságíró, író sírja Budapesten. Kozma utcai izraelita temető: 15-2-47.

## Művei
- Magyar Nemzetgyűlési Almanach
- Magyar Országgyűlési Almanach